# 鬼作
『鬼作』（きさく）は、2001年3月30日にエルフより発売された18禁アドベンチャーゲームである。

## 概要
『伊頭家シリーズ（または『おやぢシリーズ』）』の第3作目に当たる。前作の『臭作』と同様、鬼作は主人公としての登場である。
代表取締役の座を辞して、1クリエイターに戻った蛭田昌人が世に送り出した作品。恋愛の要素は無く、盗撮による脅迫と凌辱シーンが中心となっている。おまけ要素的（一部はクリアに必要）に、テニスゲーム・ボウリングゲーム・ビンゴゲームのミニゲームが作中に登場する。
前作『臭作』が「隠しカメラの類を駆使して罠を張る」のに対して、本作では盗撮によりさりげなくつかんだチャンスと、ヒロインの後ろめたい秘密と弱みを探り当てて脅迫するのに重きを置いたのが特徴。また、管理人の他に営業マンとして功績を挙げる要素があり、単純にシナリオの選択肢を潰すだけでは、エンディングという流れにならないよう工夫されている。全ヒロイン攻略後には、「裏ルート」へ入れる。
1990年代後半から泣きゲーを中心にした純愛系がアダルトゲームの主流を占める中、年間10万本のセールスを記録する大ヒット作となった。
2001年9月28日にDVD版がリリースされ、2011年4月28日にアニメーションなどを追加した『鬼作 アニメーション追加完全版』がDMMから独占販売された。2002年から2005年にかけ、ゲームを原作にした18禁OVAも発売された。

## ストーリー
次兄臭作の死亡を新聞で知った伊頭家末弟の鬼作は、自分を能無しと蔑んでいた兄たちに「オレは兄貴たちのようにはならねぇ」と誓う。そんな鬼作が新聞の下に目を落とすと、杉本製薬社員寮の臨時住み込み管理人の募集の広告が載っていた。これこそ天佑と思った鬼作は早速応募し、面接官から渋い顔をされたものの採用される。こうして鬼作は、杉本製薬とそれを取り巻く人たちを己の鬼畜の美学を完遂させる生贄として付け狙うのであった。

## 登場人物
※声優は非公開。

### 主人公
伊頭鬼作（いとう きさく）
本編の主人公で、遺作や臭作の弟。「末弟」と表現されることが多いことから三兄弟だと思われる。ボサボサ頭に無精ヒゲ、ジャージ姿に黄色いタオルという外見は、兄たちによく似ている。杉本製薬社員寮臨時住込み管理人兼営業部員として平凡なサラリーマン（しかし、スーツを着る描写は無く、黄色いタオルをネクタイと言い張る）を装いつつ、女性社員や関係者の弱みを握ろうと暗躍する。暴力的で残忍な遺作、卑劣で狡猾な臭作とは対照的に地道な調査と巧みな口車で相手を追い込んでいく。
兄たちからは「ノロマ」、「気弱」、「能無し」と馬鹿にされて殺される寸前の暴力を受けており、満足な鬼畜道の追求に邁進できず職を転々としていたためか世渡りが非常に上手く、特に相手の心理の読み取りに長けており、人事課長の三波を適度に煽てたり、宏美の不審な行動から背任行為に手を染めていることにすぐに勘づいたり、優里の言動から家庭環境に問題があると見抜いたりしている。また、見た目とは裏腹に裁縫をはじめ大抵のことはそつなくこなせる手先の器用さや、博学で勉強家な一面も持っており、ルート次第では新規契約を40件も達成したり、入社から2年で部長に昇進するなど並外れた優秀さを発揮する場面もある。しかしその反面、老人を背負って横断歩道を渡る、痴漢に襲われていた女性を助けるなど、兄たちに比べて良心が完全に無いわけではなく、コミカルな行動や言動を見せることもあり、どこか憎めない人物となっている。また、鬼畜者を自認しながらも自分なりに筋の通らないことや途中で投げ出すことを嫌う一面もあり、その度に余計なトラブルに巻き込まれたり、逆に人助けになってしまうことも多い。本人は悪癖と自覚しており後悔を見せているものの、自重することはできていない様子。他にも、自身の家系や性癖にコンプレックスや後ろめたさを持つ、愛用のジャージの裏地に亡き母の写真が縫いつけてあるなど、その内面は非常に複雑である。謎の少女と共同生活を送る「裏ルート」では、次第に少女との関わりで心を溶かしていくことになる。
『遺作』では苗字の読みが「いず」であるのに対し、本作では「いとう」となっている。

### 肉壷たち
三波撫子（みなみ なでしこ）
杉本製薬人事課長三波の新妻。控え目で大人しい性格で世間に疎い。三波と共に社員寮に住んでいる。秋本葵と並び、パンチラ写真一枚で堕ちる最弱の肉壺。
「鬼畜探偵禿作」では夫が死亡し、自らも中盤で何者かに殺害されてしまう。
君崎宏美（きみさき ひろみ）
杉本製薬営業1課所属で鬼作の同僚。身持ちが固く恋愛慣れしておらず、男に騙されやすい性格。ライバル製薬会社である、エーハイル製薬の営業マンと密かに接触しており、密かに社外秘の情報をリークしていたが、それを嗅ぎ付けた鬼作に追い込まれる。
白石桃子（しらいし ももこ）
杉本製薬の受付嬢。献身的で家庭的な性格。自分を凌辱する鬼作のことを「悪い人ではない」「本当は優しい人」だと主張し、説得を続けるが、鬼作は全く受け入れようとはしなかった。実家は田舎で民宿を営んでいる。
アニメでは、社員旅行で海水浴に出かけたときにトイレで用を足しているところを盗撮され、夜間に入浴していたときに鬼作と撫子の秘め事を見てしまい、翌日に気まずくなっていた際に、鬼作に懐柔させられていた二人のウェイトレスに強引に鬼作が勝手に経営している喫茶屋に連れていかれ、飲み物を勧められて飲むが、実は媚薬を入れたものであり、発奮して油断したところを水着の紐を解かれて胸をあらわにされてしまい、茶髪に背後から胸を揉まれてよろけたところを、今度は金髪に両胸を鷲掴みにされ、両乳首を同時にしゃぶられるというレズレイプをされてしまう。悦ってしまった桃子に鬼作が話しかけ、先述の盗撮写真で脅し、有無をいわさずに犯され、絶頂を迎えた。
姫野優里（ひめの ゆうり）
杉本製薬営業部長である姫野の一人娘。ややファザコン気味で人見知りの激しい性格。優等生だが、ガラの悪い女の子のグループと付き合っている。父が不倫していることは感づいており、父への愛情や不満から万引きに手を染めていたが、それを見ていた鬼作から追い込まれる。
秋本葵（あきもと あおい）
姉のお見合いの付添の折、姉の見合い相手である鬼作と出会う。のちに鬼作の営業先「神憑り医院」の看護婦として登場。ややお人好しなところがあり、鬼作をあっさり信じてしまう。三波撫子と並び、パンチラ写真一枚で堕とせる最弱の肉壺。
末広円香（すえひろ まどか）
杉本製薬営業1課所属で鬼作の1年先輩。鬼作の同僚だが、彼のことを「おじさん」と見下している。中年男好きで部長の姫野とは不倫関係。
柏木綾乃（かしわぎ あやの）
杉本製薬会長秘書で、実質的に杉本製薬の経営を取り仕切っている。野心家で目的達成には手段を選ばない性格。政治力もあり、ルート次第では鬼作すらも利用して彼をトップへ押し上げるなど、キャラクター紹介では例えるなら女版鬼作と評されている。実は「鮫島祐理」という名でAV女優をしていた。ステータス的にも最強の肉壺である。
杉本翔子（すぎもと しょうこ）
会長の孫娘。やや子供っぽくワガママな性格。鬼作のことを「おじさん」と呼んで懐く。
婿養子の父親は実家を引き継ぐことを嫌がって離婚しており、家にいない。

### その他の人物
三波啓吾（みなみ けいご）
杉本製薬人事課長。傲慢でエリート意識が強く、他者を何かと見下すが、鬼作からは「ちょろい若ん造」と内心で蔑まれて利用される（鬼作が課長になった際には仕事の内容を理解出来ず要領が悪い事が露呈しており「知らない事を知らないと言えないところが弱点」「俺が人事部長ならとっくの昔に降格してる」とまで言われている）。また酒に弱く、泥酔すると上機嫌になる。加えてボウリングの球をまともに投げられないほど運動神経も悪い。女子寮管理人の募集面接では面接官を担当し、鬼作の口車に乗せられて彼を採用した。何かと会社に買いかぶられる鬼作のことが気に入らず、無理難題を押し付けて追い出そうと画策する。撫子と2人で社員寮暮らし。
「鬼畜探偵禿作」では禿作に会長の落とし物探しを依頼するが、中盤になると寮の屋上から飛び降りて死亡してしまう。被疑者となってしまった禿作は身の潔白を証明するべく事件を捜査することになる。
佐田賢治（さだ けんじ）
製薬審議会の主事。権限を盾に賄賂を要求する小悪人。ある日、優里に援助交際を強要していた所を鬼作に見つかり、以来鬼作から脅迫され、様々な情報を提供させられることとなる。アニメでは浣腸を主とした営業をしており、その手の性癖で鬼作の堕とした肉壺を密かに堕としていく。
姫野達也（ひめの たつや）
杉本製薬営業課部長。ある日、新薬の価格設定を巡って佐田に手を焼いていた所、佐田の弱みを握った鬼作があっさり解決したことから彼を気に入り、正社員にするよう本社へ推薦する。妻との夫婦関係は冷え切っており、円香と不倫中。基本的には温厚な人柄で娘の優里のことは大事にしているものの、既に不倫がばれていることには気付いていない。
蟹江祐司（かにえ ゆうじ）
杉本製薬営業課課長。元々は杉本製薬のライバル企業であるエーハイル製薬の営業社員だったが、姫野のスカウトで杉本製薬へ転職したものの、当の彼とは上手く行っておらず金と引き換えに杉本製薬の内情を古巣であるエーハイル製薬へ漏らす原因となっている。鬼作同様にスケベで女癖が悪く、密かに桃子に惚れている。
「鬼畜探偵禿作」では盗撮マニアと言う設定が追加され、社内の女子社員の盗撮画像を、三波啓吾を始めとする男性社員に売って小遣い稼ぎをしている。
金本信（かなもと しん）
エーハイル製薬営業課長。蟹江のタレコミで宏美が騙しやすいと情報を受けて宏美を篭絡し、彼女から社外秘の情報を入手している。
陣野新馬（じんの しんま）
杉本製薬営業課の新入社員。実家は杉本製薬の下請けをしている薬品の容器を製造する工場で、杉本製薬には縁故で入社した。外面は好青年だが、内面は女好きで鬼作の鬼畜道を邪魔する。不機嫌になると、能面のような顔と化す。
杉本大造（すぎもと　たいぞう）
杉本製薬の会長で創始者。豪快かつおおらかでワガママな性格で、鬼作ですら迷惑がるほど押しが強い。他に取らわれない考えの持ち主である鬼作のことを気に入ってしまい、パーティーに誘ったり、見合いの仲人をしたりと何かを世話を焼くようになる。自分をも上回る孫娘の翔子のワガママには振り回されている。
「鬼畜探偵禿作」では「大切なものを無くした」と屋敷に引きこもっている。また鬼作が出世し社長になるルートでは死去している。
秋本鈴（あきもと すず）
葵の姉で、医療機器メーカー勤務の一般人。会長によって鬼作と見合いする。作中では後姿しか描かれていないが30歳を超えており、鬼作からは「ババア」呼ばわりされている。
謎の少女（なぞのしょうじょ）
ある条件をクリアすると登場する。外見は小学生くらいの少女で、ある日突然鬼作の部屋のキッチンで泣いている所を発見され、そのまま彼の部屋に居座る。

### アニメオリジナル
2人の不良少女
優里に下着を盗ませていた不良少女。
2人のウェイトレス
女子高生アルバイター2人組。1人はロングの金髪、もう1人は団子の茶髪。優里と同じ高校に通っている。
草木（くさき）
『鬼作-魂-（SPIRIT）』に登場。某会社の係長。外観は鬼作に瓜二つだが、性格は全く正反対でうだつの上がらないお人よし。会社や同僚からは馬鹿にされているが、鬼作の霊に憑りつかれたことで運命が変わり始める。
2人の受付嬢
草木の同僚にあたるOL2人組。1人はロングの茶髪、もう1人はショートの紫髪。草木をさえない男と馬鹿にして見下していたが、鬼作が乗り移った草木に衣服を奪われ会議室に放り込まれ、2人同時に犯される。その後は佐田に堕とされており、浣腸されたまま受付嬢の職に戻りアヘ顔を晒しながら客の前で脱糞し、二度と男性に逆らわない事を誓う。

### 鬼畜探偵禿作
禿作（はげさく）
『鬼畜探偵禿作』の主人公で、禿作探偵事務所の探偵。外見は鬼作とそっくりでジャージに黄色いタオルも同じだが、頭がバーコードのように禿げているのが特徴。見た目に反して探偵としては優秀であり、会長から依頼された探し物探索と、同時期に発生した三波課長夫妻殺人事件の犯人探しを行う。
刑事
警視庁捜査一課の刑事で、三波夫妻殺人事件の捜査を担当する。啓吾が飛び降りる前に禿作と口論になっていたことから、禿作に疑念を抱く。

## スタッフ
- 企画：蛭田昌人、下田篤
- テキスト：蛭田昌人
- キャラクターデザイン・作画監督：堀部秀郎
- 原画：堀部秀郎、新藤克太
- プログラム：森岡忠明
- 音楽：国枝学、分本真規

## エンディングテーマ
「芋虫」
作詞・作曲：鈴木研一 / 編曲・歌：人間椅子

## 鬼畜探偵禿作
『鬼畜探偵禿作』（きちくたんていはげさく）は、『鬼作』を元としてファンクラブ向けに製作されたパロディファンディスク。2001年6月に販売された後、DVD版やDMM版にコンテンツとして収録された。

## 関連商品
『鬼作 THE ANIMATION』
ピンクパイナップルより発売された18禁OVA、全6巻
- 第一発「ファザコン娘はパパの前で追い込め！」
- 第二発「美人看護婦はお見合いで追いこめ」
- 第三発「美人受付嬢は海水浴で追いこめ！」
- 第四発「美人秘書は接待で追いこめ！」
- 第五発「社長令嬢は誕生ぱ〜てぃで追いこめ！前編」
- 第六発「社長令嬢は誕生ぱ〜てぃで追いこめ！後編」

『鬼作 ULTIMATE 汁だく』
『鬼作 THE ANIMATION』の編集編。
『鬼作-魂-（SPIRIT）』
『鬼作 THE ANIMATION』の続編、全3巻
- 復帰第一発「伊頭家の食卓」
- 復帰第二発「渡る世間は鬼畜ばかり」
- 復帰第三発「はぐれ鬼畜純情派」

『鬼作 THE ANIMATION コアMIX』
- コアMIX メガ盛り オカズですよ 第一幕
- コアMIX メガ盛り オカズですよ 第二幕
- コアMIXセット